# واتسلاو کادلتس
واتسلاو کادلتس (چکی: Václav Kadlec؛ زادهٔ ۲۰ مهٔ ۱۹۹۲) بازیکن فوتبال اهل جمهوری چک است.
از باشگاه‌هایی که در آن بازی کرده‌است می‌توان به باشگاه فوتبال اسپارتا پراگ، باشگاه فوتبال آینتراخت فرانکفورت، و باشگاه فوتبال میتیولن اشاره کرد.
وی همچنین در تیم‌های ملی فوتبال زیر ۲۱ سال جمهوری چک، و جمهوری چک بازی کرده‌است.